# باشگاه فوتبال اهلی تعز
باشگاه اهل تعز یک باشگاه فوتبال یمنی است که در تعز، یمن واقع شده است.

## افتخارات
- جام رئیس دولت یمن
  - قهرمانی (۱): ۲۰۱۲
- سوپر جام یمن
  - نایب قهرمانی (۱): ۲۰۱۳

## حضور در مسابقات قاره‌ای
- ای‌اف‌سی کاپ: ۱ حضور
  - ۲۰۱۳: مرحله گروهی